# Hémed
Hémed är ett berg i Djibouti.   Det ligger i regionen Arta, i den centrala delen av landet, 70 km väster om huvudstaden Djibouti. Toppen på Hémed är 1 103 meter över havet.
Terrängen runt Hémed är huvudsakligen kuperad. Hémed är den högsta punkten i trakten. Runt Hémed är det mycket glesbefolkat, med 7 invånare per kvadratkilometer. Det finns inga samhällen i närheten. Omgivningarna runt Hémed är i huvudsak ett öppet busklandskap.